# Memorial Marco Pantani 2024
Il Memorial Marco Pantani 2024, ventesima edizione della corsa e valida come prova dell'UCI Europe Tour 2024 categoria 1.1, si svolse il 14 settembre 2024 su un percorso di 195,4 km, con partenza da Cesena e arrivo a Cesenatico, in Italia. La vittoria fu appannaggio dello svizzero Marc Hirschi, il quale completò il percorso in 4h31'11", alla media di 43,233 km/h, precedendo gli italiani Lorenzo Milesi e Vincenzo Albanese.
Sul traguardo di Cesenatico 75 ciclisti, dei 166 partiti da Cesena, portarono a termine la competizione.

## Squadre e corridori partecipanti
| N.      | Cod. | Squadra                 |
| ------- | ---- | ----------------------- |
| 1-7     | AST  | Astana Qazaqstan Team   |
| 11-17   | ARK  | Arkéa-B&B Hotels        |
| 22-27   | COF  | Cofidis                 |
| 31-37   | EFE  | EF Education-EasyPost   |
| 41-46   | RBH  | Red Bull-Bora-Hansgrohe |
| 51-57   | MOV  | Movistar Team           |
| 61-66   | JAY  | Team Jayco AlUla        |
| 71-77   | UAD  | UAE Team Emirates       |
| 81-87   | BWB  | Bingoal WB              |
| 91-97   | CJR  | Caja Rural-Seguros RGA  |
| 101-107 | COR  | Corratec Vini Fantini   |
| 111-117 | Q36  | Q36.5 Pro Cycling Team  |
| 121-127 | TDT  | TDT-Unibet Cycling Team |

| N.      | Cod. | Squadra                            |
| ------- | ---- | ---------------------------------- |
| 131-137 | PTK  | Team Polti Kometa                  |
| 141-147 | TEN  | TotalEnergies                      |
| 151-157 | TUD  | Tudor Pro Cycling Team             |
| 161-167 | VBG  | VF Group-Bardiani CSF-Faizanè      |
| 171-177 | BTC  | Beltrami TSA Tre Colli             |
| 181-187 | GEF  | General Store-Essegibi-F.lli Curia |
| 191-197 | JCL  | JCL Team Ukyo                      |
| 201-207 | MGK  | MG.K Vis Colors for Peace          |
| 211-217 | PTL  | Petrolike                          |
| 221-227 | TER  | Team Technipes inEmiliaRomagna     |
| 231-237 | AZT  | UM Tools Caffé Mokambo             |
| 241-247 | IWD  | Work Service-Vitalcare-Dynatek     |

## Ordine d'arrivo (Top 10)
| Pos. | Corridore          | Squadra  | Tempo    |
| ---- | ------------------ | -------- | -------- |
| 1    | Marc Hirschi       | UAE      | 4h31'11" |
| 2    | Lorenzo Milesi     | Movistar | s.t.     |
| 3    | Vincenzo Albanese  | Arkéa    | s.t.     |
| 4    | Stefano Oldani     | Cofidis  | s.t.     |
| 5    | Marco Tizza        | Bingoal  | s.t.     |
| 6    | Alessandro Covi    | UAE      | s.t.     |
| 7    | Davide Piganzoli   | Polti    | s.t.     |
| 8    | Davide De Pretto   | Jayco    | s.t.     |
| 9    | Javier Serrano     | Polti    | s.t.     |
| 10   | Gianluca Brambilla | Q36.5    | s.t.     |